# Mączniak prawdziwy brzoskwini
Mączniak prawdziwy brzoskwini (ang. powdery mildew of peach, powdery mildew of nectarine) – grzybowa choroba brzoskwini wywołana przez Podosphaera pannosa.

## Objawy
Wśród drzew owocowych uprawianych w Polsce Podosphaera pannosa poraża brzoskwinię zwyczajną, nektarynki (grupa odmian brzoskwini), rzadziej morele i śliwy. Według źródeł zagranicznych mączniaka brzoskwini powoduje także Podosphaera leucotricha, ten sam gatunek, który powoduje mączniaka jabłoni.
U brzoskwini i nektarynki porażeniu ulegają liście, pędy i owoce. Liście mogą ulec infekcjom od momentu, gdy wychodzą z pąka. Tworzy się na nich biały nalot złożony z konidioforów i zarodników konidialnych. Na nalocie tym tworzą się drobne, czarne klejstotecja. Porażone liście żółkną, zwijają się i zasychają. Nalot grzybni tworzy się również na młodych pędach. Ich porażone wierzchołki ulegają deformacjom i obumierają. Na owocach biały, mączysty nalot tworzy się już na ich zawiązkach i potem powiększa się. Porażone owoce są mniejsze i gorzej wybarwione.

## Epidemiologia
Grzybnia Podosphaera pannosa zimuje na porażonych pędach oraz między łuskami pąków. Wiosną wytwarza konidia roznoszone przez wiatr i dokonujące infekcji pierwotnych. Także konidia są źródłem infekcji wtórnych w okresie wegetacyjnym. Na nalocie grzybni tworzą się klejstotecja z bazydiosporami, ale ich rola w rozprzestrzenianiu choroby jest niewielka.
Choroba silniej rozwija się w okresach ciepłej pogody z małą ilością opadów deszczu, ale patogen może rozwijać się i infekować drzewa także przy różnej wilgotności powietrza i różnej temperaturze. Róże są żywicielem P. pannosa i jeśli sadzi się je w pobliżu stanowią inokulum patogenu.
Najbardziej podatne na infekcję są młode liście, pędy i owoce. W miarę starzenia się stają się coraz bardziej odporne. Owoce są podatne na infekcje do czasu stwardnienia pestki. 

## Ochrona
Mączniaki prawdziwe są trudne do zwalczania. Porażone pędy brzoskwini wycina się poniżej miejsca z mączystym nalotem. Drzewa opryskuje się fungicydami z grupy węglowodorów aromatycznych lub benzymidazoli. Pierwsze opryskiwanie stosuje się pod koniec kwitnienia, następne co 7–10 dni w zależności od nasilenia choroby. Obecnie jednak brak zarejestrowanych środków do zwalczania tej choroby.